# Weißenthurm
Weißenthurm là một đô thị thuộc huyện Mayen-Koblenz, trong bang Rheinland-Pfalz, phía tây nước Đức. Đô thị Weißenthurm có diện tích 3,99 km², dân số thời điểm ngày 31 tháng 12 năm 2006 là 7836 người. Đô thị này nằm ở tả ngạn sông Rhine, đối diện Neuwied, cự ly khoảng 12 km về phía tây bắc Koblenz.
Weißenthurm là thủ phủ của Verbandsgemeinde ("đô thị tập thể") Weißenthurm. 

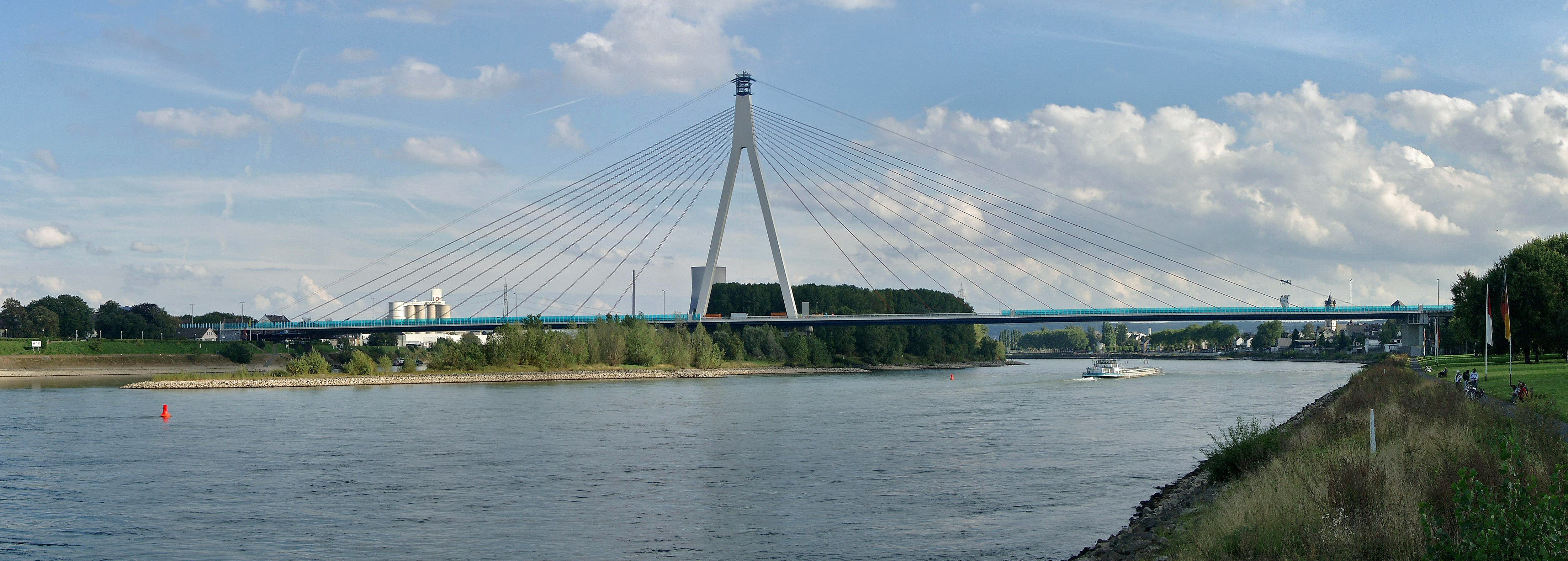
Raiffeisenbrücke giữa Neuwied và Weißenthurm